# National Wrestling Alliance
National Wrestling Alliance (NWA) er det ledende organ for en gruppe af uafhængige wrestlingorganisationer i USA og anerkender og uddeler bl.a. NWA World Heavyweight Championship og NWA World Tag Team Championship, der historisk set er nogle af de mest prestigefyldte VM-titler inden for wrestling. Før 1980'erne var det stort set NWA, der styrede professionel wrestling i USA, men organisationen har meget lidt indflydelse i dag. 

## Historie
National Wrestling Alliance blev oprettet i 1948 og samlede en masse mindre regionale wrestlingorganisationer, der tidligere hver især havde anerkendt deres egen "verdensmester", mens omverdenen ikke anerkendte den. Det blev dermed NWA's opgave at anerkende en fælles og rigtig verdensmester, der skulle fungere som verdensmester for alle territorierne. Pro Wrestling Illustrated anerkendte ydermere NWA's VM-titel, som en ægte VM-titel. Orville Brown blev den første NWA World Heavyweight Champion i 1948. Det var verdensmesterens opgave at rejse rundt til de uafhængige wrestlingorganisationer og forsvare titlen mod organisationens stærkeste mand. 
I midten af 1950'erne begyndte der dog at opstå problemer inden i NWA. Flere af de uafhængige organisationer var utilfredse med, at Lou Thesz oftest var indehaver af NWA World Heavyweight Championship, og det resulterede i, at de første organisationer meldte sig ud af NWA i 1957. American Wrestling Association (AWA) meldte sig også ud af NWA i 1957 og begyndte at anerkende Verne Gagne som AWA World Heavyweight Champion. AWA's succes betød, at Pro Wrestling Illustrated ligeledes anerkendte AWA World Heavyweight Championship, som en rigtig VM-titel, og de to organisationer begyndte at konkurrere. I 1963 brød endnu et stort territorium fri af NWA. Det var Vincent J. McMahons World Wide Wrestling Federation (WWWF), i dag World Wrestling Entertainment (WWE), og AWA og WWWF dominerede i 1960'erne og 1970'erne professionel wrestling i USA.
Vincent J. McMahons søn, Vince McMahon, Jr., købte WWWF af sin far og omdøbte organisationen World Wrestling Federation i 1982. McMahon begyndte straks at investere en masse penge i wrestling og have en langt mere aggressiv markedsføring. WWF's satsning, Wrestlemania, blev en kæmpe succes, og det var NWA frem for AWA, der var i stand til at konkurrere med WWF. NWA iværksatte Starrcade, som blev NWA's direkte modstykke til Wrestlemania. Jim Crockett Promotions, det største medlem af NWA, investerede ligeledes en masse penge i wrestling, men organisation gik fallit i 1988, da den ikke var i stand til at konkurrere med WWF. Milliardæren Ted Turner opkøbte dog Jim Crockett Promotions og omdøbte den World Championship Wrestling (WCW). Med Ted Turners penge var WCW i stand til at konkurrere med WWF, og det resulterede også i, at WCW brød fri fra NWA i 1991. WCW og NWA lavede en aftale om, at NWA's VM-titler fortsat kunne forsvares i WCW, men denne aftale ophørte i 1993, og de to organisationer havde efterfølgende intet samarbejde længere.
Efter WCW's exit fra NWA i 1993 var Eastern Championship Wrestling (ECW), senere Extreme Championship Wrestling, den største organisation inden for NWA, men ECW valgte overraskende at melde sig ud i 1994. Det efterlod NWA stærkt svækket, og organisationen havde blot nogle få, små medlemmer, som i 1990'erne ikke havde nogen betydning, idet WCW og WWF fuldstændigt dominerede wrestling-industrien. NWA's VM-titler mistede ligeledes deres status som anerkendte VM-titler. I 2002 opstartede Total Nonstop Action Wrestling (TNA) som medlem af NWA, og TNA fik stor succes, og den nye organisation fik lov at holde NWA's VM-titler, der senere fik status som VM-titler igen. TNA brød dog også fri af NWA i 2005, og Pro Wrestling Illustrated anerkendte naturligvis TNA's nye VM-titel som rigtig VM-titel frem for NWA's. I dag består NWA af en gruppe mindre organisationer, og i juni 2007 blev den første NWA World Heavyweight Champion efter TNA-æraen fundet i en titelturnering.

## Titler
- NWA World Heavyweight Championship
- NWA World Tag Team Championship
- NWA World Junior Heavyweight Championship
- NWA World Women's Championship
- NWA North American Heavyweight Championship
- NWA North American Tag Team Championship
- NWA National Heavyweight Championship

## Tidligere territorier
- All Japan Pro Wrestling
- American Wrestling Association
- Championship Wrestling from Florida
- Consejo Mundial de Lucha Libre
- Extreme Championship Wrestling
- Georgia Championship Wrestling
- International Wrestling Association
- Jim Crockett Promotions
- New Japan Pro Wrestling
- Ohio Valley Wrestling
- Stampede Wrestling
- Total Nonstop Action Wrestling
- United States Wrestling Association
- Universal Wrestling Federation
- World Championship Wrestling
- World Wide Wrestling Federation
- World Class Championship Wrestling
- World Wrestling Council